# FC Latin Winterthur
Der FC Latin Winterthur war ein Fussballklub aus Winterthur. Der Verein nahm einige Jahre am Spielbetrieb der zweithöchsten Liga des Landes teil, wurde jedoch bald danach wieder aufgelöst.
Latin Winterthur wurde nach einer sogenannten «Entwelschung» des FC Winterthur im Herbst 1901 gegründet (in einer Festschrift des FC Winterthur war damals von einem «stark mit Romanen durchsetzten Verein» die Rede), in dessen Folge laut Vereinschroniken des FC Winterthur die frankophonen Spieler selbstständig aus dem FC Winterthur austraten und einen eigenen, mit dem FC Winterthur konkurrierenden, Verein gründeten. Dieser Konkurrenzkampf wurde jedoch vom FC Winterthur schnell gewonnen, zumindest verschwand Latin FC Winterthur nach einigen Saisons bald wieder aus den Chroniken des Schweizer Fussballs.
1906 nahm der Verein an der Serie B der ostschweizerischen Meisterschaft (die ein anderer Wettbewerb als die schweizerische Meisterschaft darstellte) teil und unterlag in den Finalspielen als Gruppensieger der Region Zürich dem Sieger der St. Galler Gruppe, «St. Gallen IV», gleich mit 0:12.